# Swift Creek (Washington)
Swift Creek je jižně proudící přítok řeky Baker v americkém státě Washington. Celkem měří 11 kilometrů. Je ledovcového původu a pramení pod horou Mount Shuksan. Později se do něj vtékají další ledovcové toky. Nakonec proudí jižně až do Bakerova jezera, před kterým leží soutok s nejvýznamnějším přítokem, Morovitz Creekem. Ústí do Bakerova jezera je umístěno pod ústím potoka Shannon Creek.